# Brunninha
Brunninha,  artístico de Brunna Lopes de Andrade (Leopoldina, 7 de agosto de 1993), é uma Política Brasileira,cantora e compositora brasileira de música cristã contemporânea  , anteriormente cantora de funk melody.  
Começou sua carreira aos treze anos quando foi descoberta em um concurso de talentos da Furacão 2000. Foi gerenciada pela empresa por anos, ganhando fama como MC Brunninha e Princesinha do Funk. Suas músicas Bailão, Batidão, Ninguém Segura, Toda Linda e Don't Stop fizeram sucesso e tocaram nas rádios do Rio de Janeiro. 
Em 2020, abandonou o estilo funk melody oficialmente, voltando sua carreira para a música gospel.
Atualmente é candidata a vereadora pelo município de Duque de Caxias nas eleições municipais de 2024, filiada ao Partido Liberal (PL), contando com o apoio de inúmeras figuras da direita Brasileira incluindo o ex-presidente Jair Bolsonaro. 

## Biografia
Brunna Lopes de Andrade nasceu em Leopoldina, Minas Gerais, filha de Jane Lopes de Andrade, uma ex-cantora de música gospel e compositora, e Amir Vivone. Ela tem dois irmãos gêmeos, Alan e Amir. Antes de completar um ano de vida foi morar em Engenho da Rainha, no Rio de Janeiro. 
A partir dos sete anos de idade, seu passatempo era assistir vídeos de famosas cantoras como Celine Dion, Mariah Carey e Alanis Morissette, para depois tentar imitar suas vozes. Aos dez anos, já cantava melodias evangélicas na igreja. Mas foi aos treze que começou sua carreira, aparecendo inicialmente como uma das cantoras e MCs da Furacão 2000, quando foi descoberta em um concurso de novos talentos. Sua primeira música de sucesso foi Bailão, de autoria de sua mãe, grande incentivadora e companheira  que compôs a maioria de suas músicas. Foi também quem lhe deu dicas de voz e posicionamento de palco quando adolescente, além de cuidar de seu figurino.
Em 2012 estava menos dedicada à música, pois foi candidata a vereadora nas eleições. Ela não foi eleita e depois da fase política "tirou férias", como ela mesma descreveu o momento ausente.
Em 14 de setembro de 2014, Brunninha estreou no elenco de A Fazenda 7, a sétima temporada do reality show de famosos da Rede Record. No dia 27 de novembro de 2014, após 75 dias de confinamento, foi a décima primeira eliminada do programa.

### Vida pessoal
Em janeiro de 2018, Brunninha casou-se com o militar Hyago Lopes no Rio de Janeiro, e, no ano seguinte, teve sua primeira filha, Luna.

## Filmografia
| Ano  | Título      | Papel        | Emissora    | Notas                  |
| ---- | ----------- | ------------ | ----------- | ---------------------- |
| 2014 | A Fazenda 7 | Participante | Rede Record | Reality show; 7ª lugar |

## Músicas
- 2020 - Rei dos Reis
- 2017 - Pode Ser Você
- 2016 - Adrenalina
- 2015 - Pagou Pra Ver
- 2013 - Se Liga!
- 2012 - Pegando Fogo (Prod. Rick Joe)
- 2012 - Mãe
- 2011 - Crente Que Vai Me Enganar (pt. Os Hawaianos)
- 2011 - Don't Stop
- 2009 - Vem Me Amar, Amor
- 2009 - Essa Paixão Virou Chiclete (pt. MC Jahmai)

### DVDs -Furacão 2000
- 2011 - Toda Linda (Armagedon II, Faixa 04)
- 2010 - Passar o Rodo (Armagedon, Faixa 06)
- 2009 - Vou Sair, Vou Curtir (Tsunami IV, Faixa 13)
- 2009 - 40 Graus (Clima dos Bailes, Faixa 14)
- 2008 - Ninguém Segura (Tsunami III, Faixa 25)
- 2008 - Batidão (Top Furacão 2000: As Mais Pedidas da 107.1 FM, Faixa 26)
- 2007 - Bailão (Tsunami II, Faixa 29)

## Polêmicas
Em setembro de 2013, a mãe de Brunninha acusou Anitta de ter plagiado sua música Corpo de Mola: Você Vai Pirar no começo do hit Show das Poderosas. Corpo de Mola foi escrita por Jane Lopes de Andrade em 2011, mas cantada em público por sua filha poucas vezes. Diante da acusação, Anitta processou Brunninha, sua mãe e seu empresário, André Zander de Frontin Werneck, pedindo indenização por dano material e direito de imagem.
Em 7 de junho de 2014, foi anunciado que a 48ª Vara Cível do Rio de Janeiro deu razão a Anitta: Brunninha, sua mãe e seu empresário foram impedidos de tocar no assunto publicamente. A multa em caso de descumprimento da decisão judicial é de 500 mil reais. Por fim, Anitta foi inocentada da acusação de plágio e Brunninha, sua mãe e seu empresário foram condenados a pagar indenização de 30 mil reais, além de terem que arcar com as custas judiciais e despesas processuais.